# Liste der Einträge im National Register of Historic Places im Winona County

Lage des Winona County in Minnesota

Die Liste der Einträge im National Register of Historic Places im Winona County in Minnesota führt alle Bauwerke und historischen Stätten im Winona County auf, die in das National Register of Historic Places aufgenommen wurden.

## Legende
| NRHP | Historic Place    |
| HD   | Historic District |

## Aktuelle Einträge
| [ 2 ] | Name                                                          | Bild                                                          | Eintragsdatum        | Lage | Ort              | Beschreibung |
| ----- | ------------------------------------------------------------- | ------------------------------------------------------------- | -------------------- | --- | ---------------- | --- |
| 1     | Anger’s Block                                                 | Anger’s Block                                                 | 1978 ID-Nr. 78001571 | 116-120 Walnut Street 44° 3′ 8″ N, 91° 38′ 0″ W                                                            | Winona           | 1872 im Italianate-Stil errichtetes Geschäftsgebäude                                                                              |
| 2     | Bridge No. L1409                                              | Bridge No. L1409                                              | 1990 ID-Nr. 90000978 | Brücke der Hillsdale Township Road 62 über den Garvin Brook 44° 3′ 22″ N, 91° 44′ 51″ W                    | Winona           | 1895 errichtete steinerne Bogenbrücke                                                                                             |
| 3     | Willard Bunnell House                                         | Willard Bunnell House                                         | 1973 ID-Nr. 73000998 | Homer and Matilde Streets 44° 1′ 20″ N, 91° 33′ 44″ W                                                      | Winona           | Das 1850 im als Carpenter Gothic bezeichneten Stil errichtete Haus von Winonas erstem Siedler ist heute ein Museum.               |
| 4     | Central Grade School                                          | Central Grade School                                          | 2012 ID-Nr. 12000071 | 317 Market Street 44° 2′ 53,1″ N, 91° 38′ 6″ W                                                             | Winona           | 1930 im neugotischen Stil errichtetes Schulgebäude.                                                                               |
| 5     | Choate Department Store                                       | Choate Department Store                                       | 1976 ID-Nr. 76001079 | 51 East 3rd Street 44° 3′ 9″ N, 91° 38′ 9″ W                                                               | Winona           | 1881 im neuromanischen Stil errichtetes Kaufhaus                                                                                  |
| 6     | Church of Saint Stanislaus-Catholic                           | Church of Saint Stanislaus-Catholic                           | 1984 ID-Nr. 84000251 | 601 East 4th Street 44° 2′ 49″ N, 91° 37′ 20″ W                                                            | Winona           | 1895 im Beaux-Arts-Stil errichtete katholische Kirche polnischer Einwanderer                                                      |
| 7     | Church of the Holy Trinity-Catholic                           | Church of the Holy Trinity-Catholic                           | 1984 ID-Nr. 84001721 | Off Rollingstone Road 44° 5′ 53″ N, 91° 49′ 27″ W                                                          | Rollingstone     | 1869 im neugotischen Stil errichtete katholische Kirche luxemburgischer Einwanderer                                               |
| 8     | East Second Street Commercial Historic District               | East Second Street Commercial Historic District               | 1991 ID-Nr. 90002198 | 66-78 Center Street, 54-78 East 2nd Street und 67-71 Lafayette Street 44° 3′ 11″ N, 91° 38′ 6″ W           | Winona           | Geschäftsviertel mit vielen im Italianate-Stil errichteten Backsteingebäuden aus dem späten 19. Jahrhundert                       |
| 9     | Benjamin Ellsworth House                                      | Benjamin Ellsworth House                                      | 1984 ID-Nr. 84001718 | US 14 43° 58′ 43″ N, 91° 57′ 22,9″ W                                                                       | Utica            | 1873 im Italianate-Stil Wohnhaus des Stadtgründers                                                                                |
| 10    | Dr. J. W. S. Gallagher House                                  | Dr. J. W. S. Gallagher House                                  | 1984 ID-Nr. 84000245 | 451 West Broadway 44° 3′ 9″ N, 91° 38′ 57″ W                                                               | Winona           | 1913 im Stil der Prairie Houses errichtetes Wohnhaus                                                                              |
| 11    | Grain and Lumber Exchange Building                            | Grain and Lumber Exchange Building                            | 1977 ID-Nr. 77000774 | 51 East 4th Street 44° 3′ 3″ N, 91° 38′ 12″ W                                                              | Winona           | 1900 im Stil der Neorenaissance Bürogebäude                                                                                       |
| 12    | William Hemmelberg House                                      | William Hemmelberg House                                      | 1986 ID-Nr. 86002916 | County Highways 26 und 37 44° 5′ 20″ N, 91° 59′ 29″ W                                                      | Elba             | 1858 im Italianate-Stil errichtetes Farmhaus                                                                                      |
| 13    | Abner F. Hodgins House                                        | Abner F. Hodgins House                                        | 1984 ID-Nr. 84000248 | 275 Harriet Street 44° 3′ 8″ N, 91° 38′ 46″ W                                                              | Winona           | 1890 im Queen Anne-Stil errichtetes Haus eines wohlhabenden Sägewerkbesitzers                                                     |
| 14    | Huff-Lamberton House                                          | Huff-Lamberton House                                          | 1976 ID-Nr. 76001080 | 207 Huff Street 44° 3′ 3″ N, 91° 38′ 28″ W                                                                 | Winona           | 1857 im Italianate-Stil errichtetes Wohnhaus                                                                                      |
| 15    | Jefferson School                                              | Jefferson School                                              | 2012 ID-Nr. 12000072 | 1268 West 5th Street 44° 3′ 16,1″ N, 91° 40′ 16,4″ W                                                       | Winona           | 1938 im Stil der Streamline-Moderne (einem Zweig des Art déco-Stils) errichtetes Schulgebäude                                     |
| 16    | Kirch/Latch Building                                          | Kirch/Latch Building                                          | 1975 ID-Nr. 75001036 | 114-122 East 2nd Street 44° 3′ 14″ N, 91° 38′ 2″ W                                                         | Winona           | 1868 in einem Stilmix aus Neugotik und Italianate-Stil errichtetes Geschäftsgebäude.                                              |
| 17    | Madison School                                                | Madison School                                                | 2012 ID-Nr. 12000073 | 515 West Wabasha Street 44° 3′ 5,5″ N, 91° 39′ 5,1″ W                                                      | Winona           | 1932 im neugotischen Stil errichtetes Schulgebäude                                                                                |
| 18    | Nicholas Marnach House                                        | Nicholas Marnach House                                        | 1978 ID-Nr. 78003406 | Abseits des County Highway 26 innerhalb der Whitewater Wildlife Management Area 44° 7′ 11″ N, 92° 1′ 56″ W | Elba             | 1857 im traditionellen luxemburgischen Stil errichtetes Wohnhaus                                                                  |
| 19    | Merchants National Bank                                       | Merchants National Bank                                       | 1974 ID-Nr. 74001045 | 102 East 3rd Street 44° 3′ 7″ N, 91° 37′ 58″ W                                                             | Winona           | 1912 im Stil der Prairie Houses errichtetes Bankgebäude                                                                           |
| 20    | Pickwick Mill                                                 | Pickwick Mill                                                 | 1970 ID-Nr. 70000314 | County Highway 7 43° 58′ 50″ N, 91° 31′ 8″ W                                                               | Winona           | 1858 aus Kalkstein errichtete Wassermühle, heute eine von einer Non-Profit-Organisation unterhaltene historische Sehenswürdigkeit |
| 21    | Saint Charles City Bakery                                     | Saint Charles City Bakery                                     | 1984 ID-Nr. 84001723 | 501 Whitewater Avenue 43° 58′ 22,3″ N, 92° 3′ 52,9″ W                                                      | St. Charles      | 1876 im Italianate-Stil errichtete Bäckerei                                                                                       |
| 22    | Schlitz Hotel                                                 | Schlitz Hotel                                                 | 1982 ID-Nr. 82003087 | 129 West 3rd Street 44° 3′ 11″ N, 91° 38′ 21″ W                                                            | Winona           | 1892 durch die Joseph Schlitz Brewing Company errichtetes Hotel                                                                   |
| 23    | Sugar Loaf                                                    | Sugar Loaf                                                    | 1990 ID-Nr. 90001164 | Südwestlich des US 61 und der MN 43 44° 1′ 44″ N, 91° 37′ 37″ W                                            | Winona           | Kalksteinfelsen auf einer Anhöhe über der Stadt Winona                                                                            |
| 24    | Sugar Loaf Brewery                                            | Sugar Loaf Brewery                                            | 1978 ID-Nr. 78001572 | Lake Boulevard Ecke Sugar Loaf Road 44° 1′ 44″ N, 91° 37′ 27″ W                                            | Winona           | 1872 errichtete Brauerei zu Füßen des Sugar Loaf                                                                                  |
| 25    | Trinity Episcopal Church                                      | Trinity Episcopal Church                                      | 1984 ID-Nr. 84001726 | 805 Saint Charles Avenue 43° 58′ 11,2″ N, 92° 3′ 58″ W                                                     | St. Charles      | 1874 im als Carpenter Gothic bezeichneten Stil errichtete Kirche                                                                  |
| 26    | Trinity Episcopal Church                                      | Trinity Episcopal Church                                      | 1984 ID-Nr. 84001727 | East Main Street Ecke Broadway 44° 1′ 39,3″ N, 91° 45′ 56,3″ W                                             | Stockton         | 1859 im als Carpenter Gothic bezeichneten Stil errichtete Kirche                                                                  |
| 27    | Washington-Kosciusko School                                   | Washington-Kosciusko School                                   | 2012 ID-Nr. 12000074 | 365 Mankato Avenue 44° 2′ 33,6″ N, 91° 37′ 10,9″ W                                                         | Winona           | 1934 im Stil der Streamline Moderne errichtetes Schulgebäude                                                                      |
| 28    | J.R. Watkins Medical Company Complex                          | J.R. Watkins Medical Company Complex                          | 2004 ID-Nr. 84003940 | 150 Liberty Street 44° 2′ 56″ N, 91° 37′ 48″ W                                                             | Winona           | 1900–1914 von einem Direktvertriebsunternehmen errichtetes Bürogebäude; heute Hauptquartier der Firma Watkins Incorporated        |
| 29    | Paul Watkins House                                            | Paul Watkins House                                            | 1984 ID-Nr. 84000255 | 175 East Wabasha Street 44° 2′ 50″ N, 91° 38′ 8″ W                                                         | Winona           | 1927 im Stil der Neorenaissance errichtetes Wohnhaus des Inhabers von Watkins Incorporates                                        |
| 30    | Whitewater Avenue Commercial Historic District                | Whitewater Avenue Commercial Historic District                | 1984 ID-Nr. 84001736 | 900-1012 Whitewater Avenue 43° 58′ 20″ N, 92° 4′ 9″ W                                                      | St. Charles      | 1891 nach einem Feuer rekonstruiertes Geschäftsgebäude                                                                            |
| 31    | Whitewater State Park CCC/WPA/Rustic Style Historic Resources | Whitewater State Park CCC/WPA/Rustic Style Historic Resources | 1989 ID-Nr. 89001661 | Abseits der MN 74 44° 2′ 50″ N, 92° 2′ 55″ W                                                               | südlich von Elba | 29 Gebäude, die vom Civilian Conservation Corps und der Works Progress Administration in den 1930er Jahren errichtet wurden       |
| 32    | Winona and St. Peter Engine House                             | Winona and St. Peter Engine House                             | 1984 ID-Nr. 84001730 | 75 Gould Street 44° 3′ 27″ N, 91° 40′ 6″ W                                                                 | Winona           | 1890 errichtetes Bahnbetriebswerk der Winona and St. Peter Railroad                                                               |
| 33    | Winona and St. Peter Railroad Freight House                   | Winona and St. Peter Railroad Freight House                   | 1984 ID-Nr. 84001733 | Front Street Ecke Center Street 44° 3′ 14″ N, 91° 38′ 6″ W                                                 | Winona           | 1883 errichtetes Lagerhaus der Winona and St. Peter Railroad                                                                      |
| 34    | Winona City Hall                                              | Winona City Hall                                              | 1999 ID-Nr. 99000806 | 207 Lafayette Street 44° 3′ 3″ N, 91° 38′ 9″ W                                                             | Winona           | 1939 im Stil der Streamline Moderne errichtetes Rathaus                                                                           |
| 35    | Winona Commercial Historic District                           | Winona Commercial Historic District                           | 1998 ID-Nr. 98001220 | 3rd Street zwischen Franklin Street und Johnson Street 44° 3′ 6″ N, 91° 38′ 4″ W                           | Winona           | Historischer Umschlagplatz eines Schiffahrts- und Eisenbahnknotenpunktes                                                          |
| 36    | Winona County Courthouse                                      | Winona County Courthouse                                      | 1970 ID-Nr. 70000313 | 171 West 3rd Street 44° 3′ 10″ N, 91° 38′ 24″ W                                                            | Winona           | 1889 im neuromanischen Stil errichtetes Gerichts- und Verwaltungsgebäude                                                          |
| 37    | Winona Free Public Library                                    | Winona Free Public Library                                    | 1977 ID-Nr. 77000775 | 151 West 5th Street 44° 3′ 4″ N, 91° 38′ 26″ W                                                             | Winona           | 1899 im neoklassizistischen Stil errichtete Bibliothek                                                                            |
| 38    | Winona High School and Winona Junior High School              | Winona High School and Winona Junior High School              | 2004 ID-Nr. 03001350 | 166 und 218 West Broadway 44° 3′ 4″ N, 91° 38′ 23″ W                                                       | Winona           | 1917 und 1926 im neoklassizistischen Stil errichtete Schulgebäude                                                                 |
| 39    | Winona Hotel                                                  | Winona Hotel                                                  | 1983 ID-Nr. 83000947 | 157 West 3rd Street 44° 3′ 11″ N, 91° 38′ 21″ W                                                            | Winona           | 1889 im neugotischen Stil errichtetes Hotel                                                                                       |
| 40    | Winona Masonic Temple                                         | Winona Masonic Temple                                         | 1998 ID-Nr. 98000152 | 255 Main Street 44° 3′ 3″ N, 91° 38′ 20″ W                                                                 | Winona           | 1909 im neoklassizistischen Stil errichteter Freimaurertempel                                                                     |
| 41    | Winona Savings Bank Building                                  | Winona Savings Bank Building                                  | 1977 ID-Nr. 77000776 | 204 Main Street 44° 3′ 4″ N, 91° 38′ 18″ W                                                                 | Winona           | 1916 im Stil des Egyptian Revival errichtetes Bankgebäude                                                                         |

## Frühere Einträge
| [ 2 ] | Name                                                  | Bild | Eintragsdatum        | Lage                                                           | Ort      | Beschreibung                                                                   |
| ----- | ----------------------------------------------------- | ---- | -------------------- | -------------------------------------------------------------- | -------- | ------------------------------------------------------------------------------ |
| 1     | E. L. King House (Rockledge)                          |      | 1982 ID-Nr. 82003086 | US 61                                                          | Winona   | Im Jahr 1988 abgerissen und 1990 aus dem Register gestrichen                   |
| 2     | James P. Pearson Steamboat/Julius C. Wilkie Steamboat |      | 1975 ID-Nr. 75001035 | Levee Park, am Mississippiufer 44° 2′ 52,3″ N, 91° 38′ 25,6″ W | Winona   | Im Jahr 1981 durch Brandstiftung zerstört und 1986 aus dem Register gestrichen |
| 3     | Stockton Mill                                         |      | 1975 ID-Nr. 75001034 | 8th Street 44° 1′ 31,7″ N, 91° 46′ 2,7″ W                      | Stockton | Im Jahr 1988 durch Brandstiftung zerstört und 1990 aus dem Register gestrichen |